# Liste der Gipfel der Geisler
Die Liste der Gipfel der Geisler stellt benannte Berge, Gipfel und Nebengipfel der Geisler, des markantesten Teils der Geislergruppe in den Dolomiten, dar.

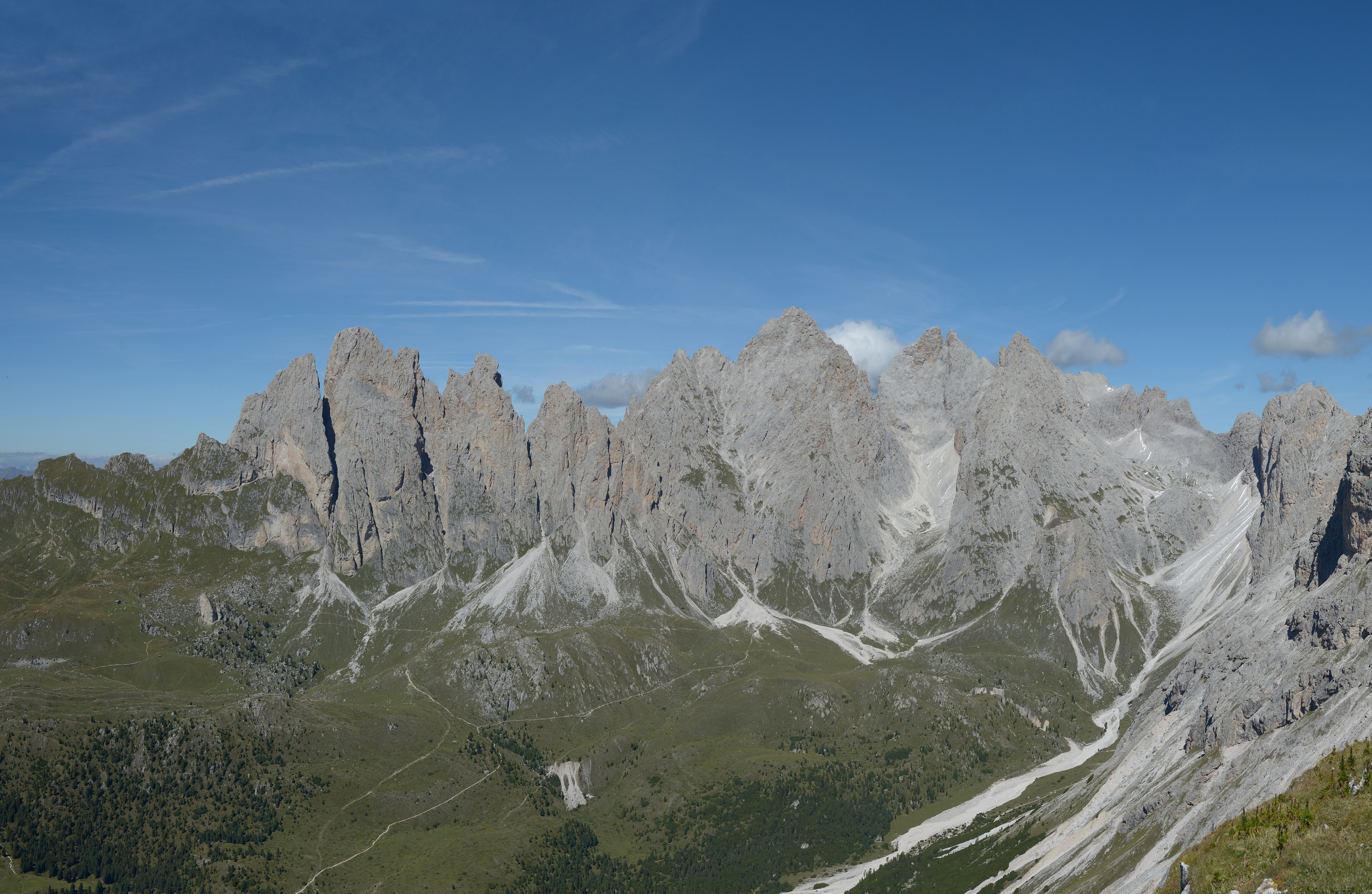
Ansicht der Geisler von der südlich gelegenen Stevia aus
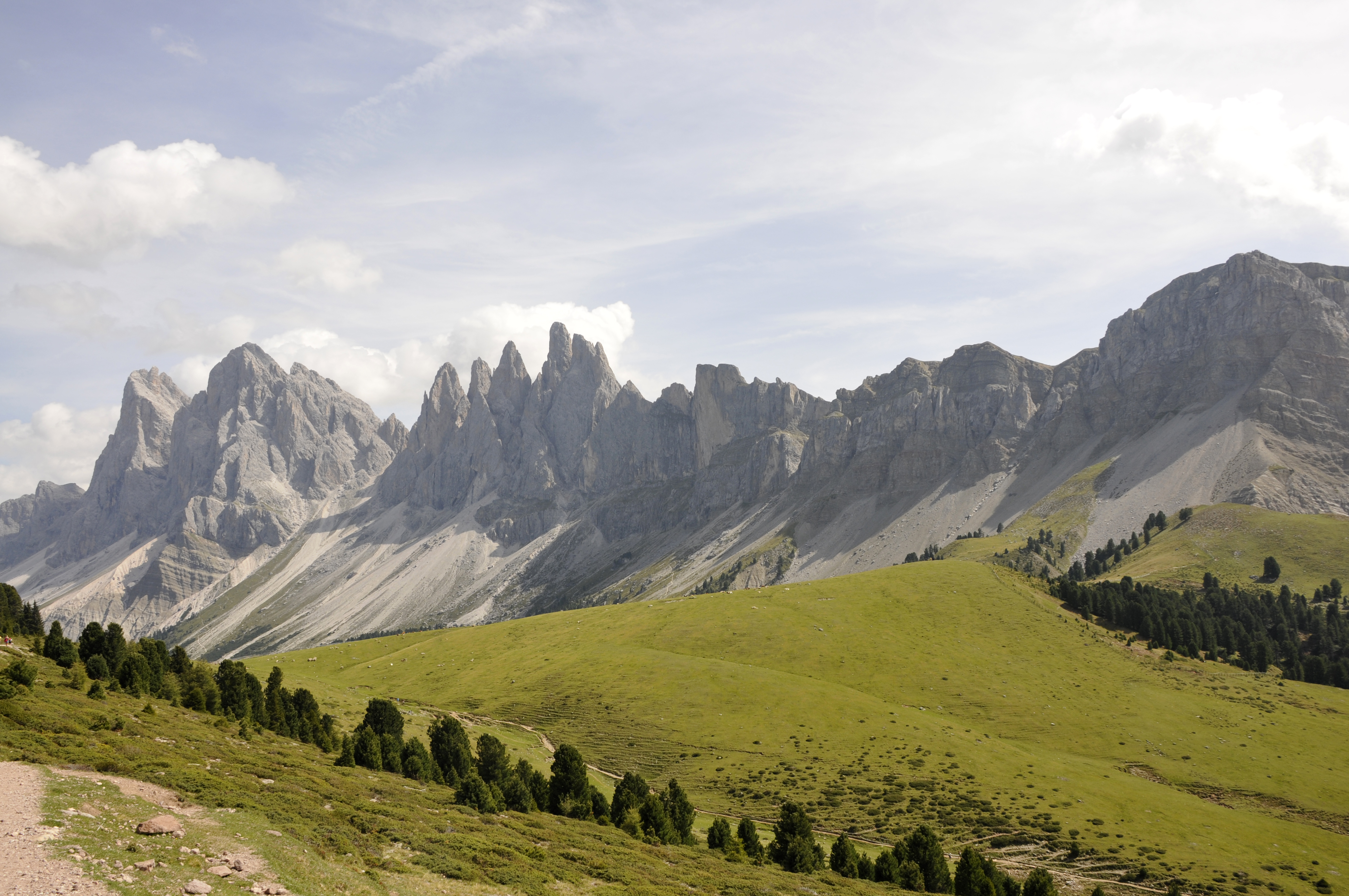
Ansicht der Geisler vom westlich gelegenen Schienboden aus
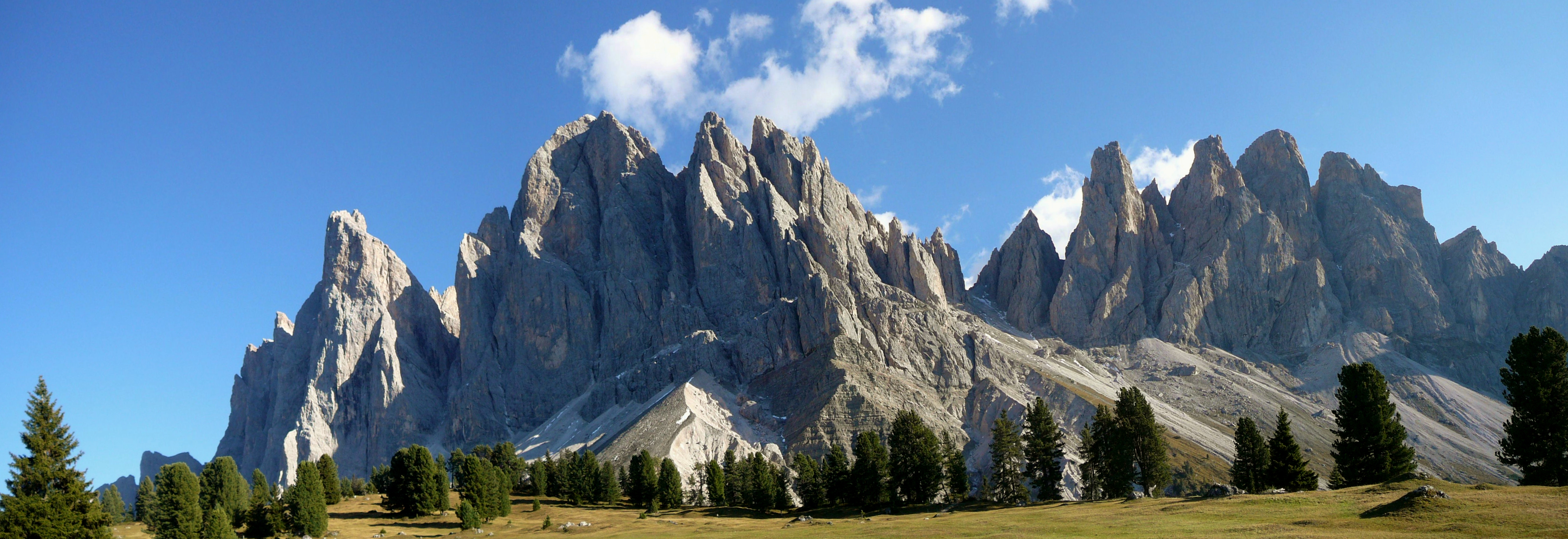
Ansicht der Geisler von der nördlich gelegenen Geisleralm aus
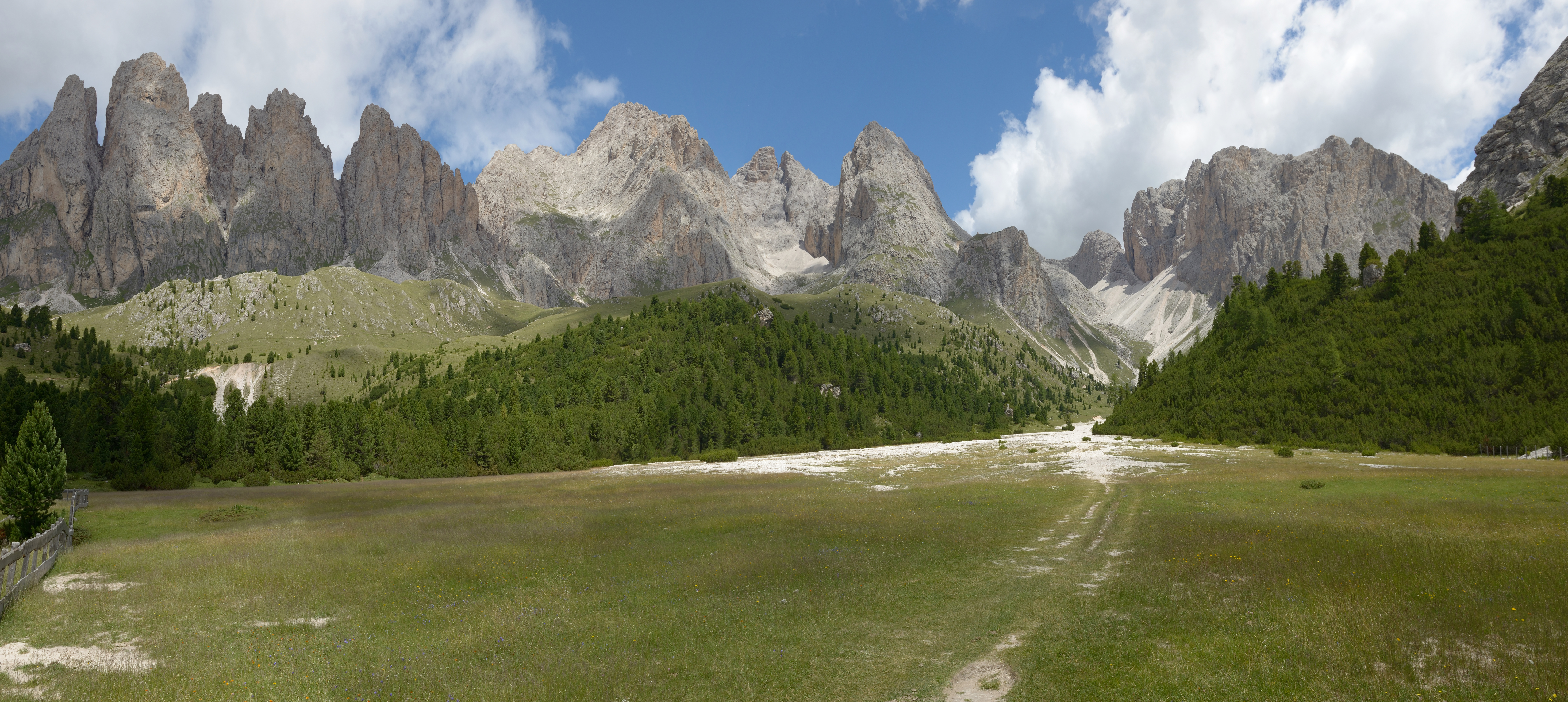
Ansicht der Geisler von der südlich gelegenen Cislesalm aus

## Legende
- Nr.: Rangfolge in der Liste.
- Name: Häufigster in der angegebenen Literatur verwendeter Name.
- Alternativer Name: Bezeichnung, die neben dem Namen auch verwendet wird.
- Koordinaten: Koordinaten des Gipfels mit Link auf verschiedene Kartenangebote
- Höhe: Höhe des Gipfelpunktes.
- Bild: Abbildung des jeweiligen Berges.

## Gipfel
Durch Klicken auf das Symbol im Spaltenkopf ist die Tabelle sortierbar.
| Nr. | Name             | Alternativer Name                             | Koordinaten          | Höhe (m) | Bild                                                   |
| --- | ---------------- | --------------------------------------------- | -------------------- | -------- | ------------------------------------------------------ |
| 1   | Sass Rigais      | Sas Rigais                                    | 46° 37′ N, 11° 46′ O | 3.025    | Sass Rigais (3025 m)                                   |
| 2   | Große Furchetta  | Furcheta                                      | 46° 37′ N, 11° 46′ O | 3.025    | Große Furchetta (3025 m) und Kleine Furchetta (2975 m) |
| 3   | Kleine Furchetta | Furcheta                                      | 46° 37′ N, 11° 46′ O | 2.975    | Große Furchetta (3025 m) und Kleine Furchetta (2975 m) |
| 4   | Torkofel         | Sas dla Porta La Porta                        | 46° 36′ N, 11° 47′ O | 2.967    | Torkofel (2967 m)                                      |
| 5   | Odla de Valdusa  |                                               | 46° 37′ N, 11° 47′ O | 2.936    | Odla de Valdusa (2936 m)                               |
| 6   | Wasserkofel      | Sas dal Ega                                   | 46° 37′ N, 11° 47′ O | 2.924    | Wasserkofel (2924 m)                                   |
| 7   | Große Fermeda    | Gran Fermeda                                  | 46° 36′ N, 11° 45′ O | 2.873    | Große Fermeda (2873 m)                                 |
| 8   | Villnößer Turm   |                                               | 46° 36′ N, 11° 45′ O | 2.834    | Villnößer Turm (2834 m)                                |
| 9   | Gran Odla        | Geislerspitze                                 | 46° 36′ N, 11° 45′ O | 2.832    | Gran Odla (2832 m)                                     |
| 10  | Kleine Fermeda   | Pitla Fermeda                                 | 46° 36′ N, 11° 45′ O | 2.814    | Kleine Fermeda (2814 m)                                |
| 11  | Villnößer Odla   | Odla da Funes                                 | 46° 36′ N, 11° 45′ O | 2.800    | Villnößer Odla (2800 m)                                |
| 12  | Odla de Cisles   |                                               | 46° 36′ N, 11° 45′ O | 2.780    | Odla de Cisles (2780 m)                                |
| 13  | Sas de Mesdì     | Sass de Mesdì                                 | 46° 36′ N, 11° 46′ O | 2.762    | Sas de Mesdì (2762 m)                                  |
| 14  | Cumedel          | Kumedel                                       | 46° 36′ N, 11° 46′ O | 2.738    | Cumedel (2755 m)                                       |
| 15  | Wasserstuhl      |                                               | 46° 37′ N, 11° 47′ O | 2.610    | Wasserstuhl (2610 m)                                   |
| 16  | Obere Fermeda    | Fermeda de sëura                              | 46° 36′ N, 11° 45′ O | 2.630    | Obere Fermeda (2630 m)                                 |
| 17  | Campiller Turm   |                                               | 46° 37′ N, 11° 47′ O | 2.599    | Campiller Turm (2599 m)                                |
| 18  | Untere Fermeda   | Fermeda de sot Broglesspitze Villnößer Rowand | 46° 36′ N, 11° 45′ O | 2.590    | Untere Fermeda (2590 m)                                |
| 19  | Col dala Crëusc  | Col de la Crusc Col dela Creusc               | 46° 36′ N, 11° 46′ O | 2.490    | Ansicht aus dem Bett des Cislesbachs                   |
| 20  | Kasnapoff-Turm   | Torre Kasnapoff                               | 46° 36′ N, 11° 46′ O | 2.437    | Der Kasnapoff-Turm am Fuße des Sas de Mesdì            |

Weiters benannt sind auch die in der folgenden Tabelle angeführten Grate der Geisler.
| Name           | Alternativer Name  | Koordinaten          | Höhe und Anmerkung                                                                 | Bild                                                 |
| -------------- | ------------------ | -------------------- | ---------------------------------------------------------------------------------- | ---------------------------------------------------- |
| Kanzeln        | La Canssles        | 46° 36′ N, 11° 47′ O | Die Kanzeln verfügen über fünf Gipfel, einer ist 2787 m, ein weiterer 2718 m hoch. | Kanzeln (2787 m)                                     |
| Campiller Grat | Cresta de Longiarù | 46° 37′ N, 11° 47′ O | Der Campiller Grat ist etwa 2900 m hoch.                                           | Das Campiller Grat vom Sas dal Ega in Richtung Osten |